# Teledoce

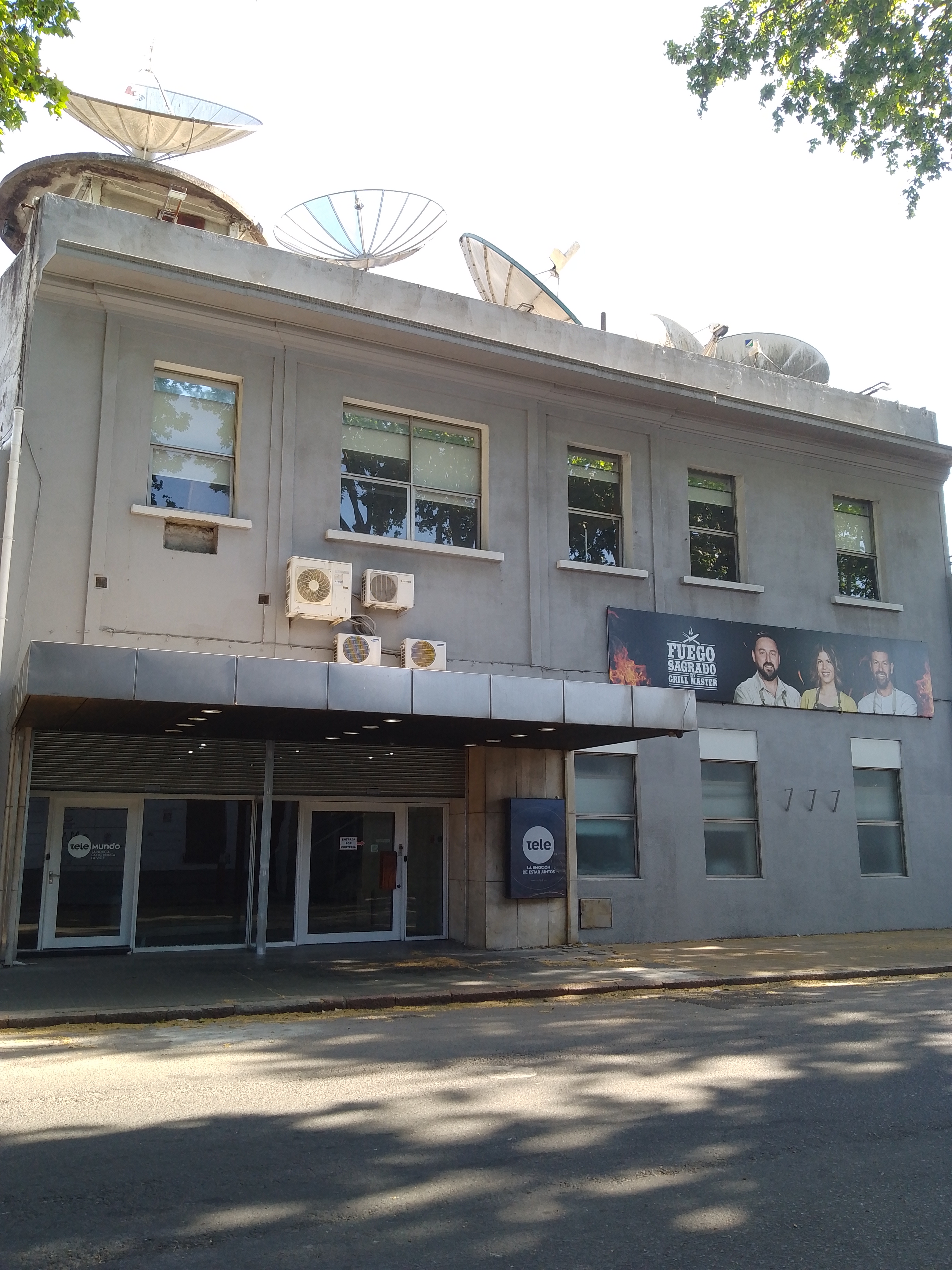
Estudios de Teledoce

Teledoce, también conocido como La Tele, es un canal de televisión abierta de Uruguay fundado en 1962. Inició sus transmisiones el 2 de mayo de dicho año. Su programación es generalista, con programas informativos, culturales, deportivos, humorísticos, de entretenimiento y ficciones.

## Historia

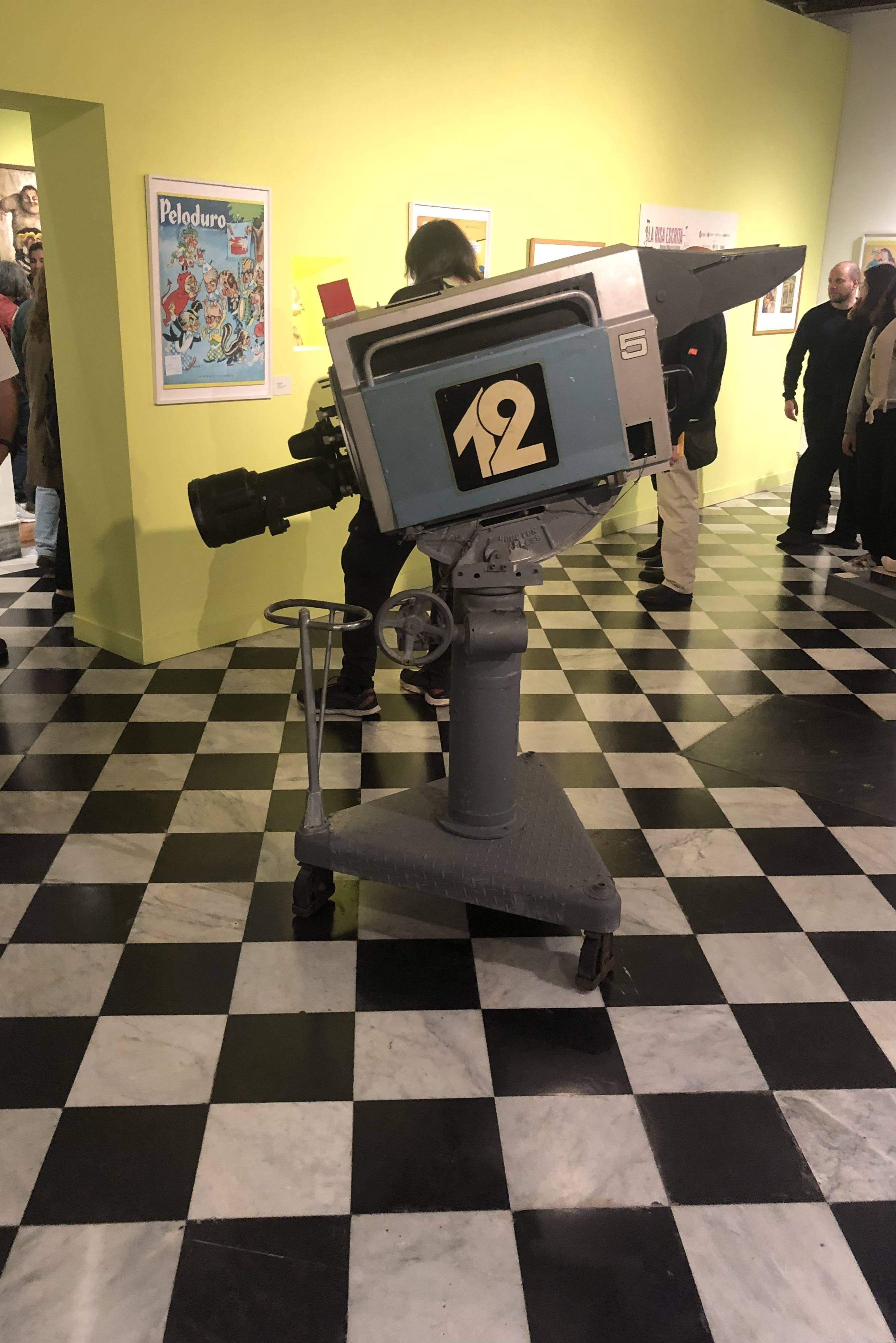
Antigua cámara de Teledoce en la Casa de Rivera del Museo Histórico Nacional.

### Creación del canal
La creación de Tele12 se remonta a 1956 cuando Mario Gamprieto solicita un permiso para transmitir televisión. Permiso que sería concedido en el año siguiente 1957. por el Poder Ejecutivo de la República Oriental del Uruguay. Gamprieto tendría el permiso para explotar la señal de CXA 12, pero no contaba con fondos y los recursos para financiar un canal de televisión, por lo tanto comienza una búsqueda de empresas y empresarios que deseen invertir en él. Esa búsqueda, culmina cinco años después, cuando se conforma la Sociedad Televisora Larrañaga, nucleada por varios accionistas, entre ellos los propietarios del diario El País y la empresa Oyama, quien cedería el predio de la calle Enriqueta Compte y Riqué 1276, lugar donde comenzarían las primeras emisiones del canal. 
Finalmente, Tele12 es creado en 1962, siendo el tercer canal de televisión abierta uruguayo, luego de Canal 10 y Monte Carlo Television. Sus transmisiones regulares comenzaron el 2 de mayo de 1962, en sus estudios de la calle Enriqueta Compte y Riqué 1276, sede que sigue ocupando hasta la actualidad, siendo el único de los canales privados que se mantuvo siempre en su lugar original. En su primeras emisiones participaron los miembros del Consejo Nacional de Gobierno, el arzobispo Antonio María Barbieri, los directores de Canal 10 y Canal 4, Raúl Fontaina y Hugo Romay, así como diversas orquestas y personalidades. 
Durante los primeros meses, la dirección de la Sociedad Televisión Larrañaga estuvo dirigida por Raúl Galana, quien posteriormente fuera remplazado por el ingeniero Horacio Scheck, quien estuvo al frente de esta durante 40 años hasta su fallecimiento en 2002.

### Décadas de 1960 y 1970
En su programación, los primeros programas y en vivo, fueron el humorístico El show del mediodía con la conducción de los humoristas Cacho de la Cruz y Alejandro Trotta y el noticiero el Reporter Esso y Telemundo, que sigue vigente hasta la actualidad, en ese entonces conducido por Raúl Fontaina y luego por Néber Araújo. Además, se destacó el también humorístico Telecataplúm, puesto al aire dos días después del lanzamiento del canal. Este programa logró cruzar la orilla del Río de la Plata y triunfar en el Canal 13 de Buenos Aires. Ambos humorísticos fueron insignia del canal durante años. Otras producciones propias fueron el programa de preguntas y respuestas Martini pregunta, Cante y gane y El castillo de la suerte. Además se destaca el programa humorístico juvenil Cacho Bochinche, conducido por Cacho De la Cruz y Laura Martínez. Los conductores, locutores y animadores de gran popularidad en los inicios del canal fueron Cacho De la Cruz, Alejandro Trotta, Adolfo Hugo Mañán, Imazul Fernández, Mirta Acevedo, Iris Simone, Homero Rodríguez Tabeira, Carlos Giacosa, Shirley Rivas, Cristina Morán, Sara Otermin, Víctor Hugo Morales, entre otros. Algunos de ellos provenientes de otros canales ya existentes en Montevideo. 
La primitiva antena de la emisora se instaló sobre la azotea del Edificio del diario El País, aunque luego fue trasladada a la Torre Saeta. En la actualidad la antena está en la cima de la Torre del Congreso, en Tres Cruces.

### Década de 1980
En la década de 1980, específicamente en el año 1981, comienza la televisión en colores a Uruguay. El canal había transmitido cerca de 20 años en blanco y negro. En ese año, el canal cambió de nombre de «Canal 12» o «Tele 12» y tomó la denominación «Teledoce Televisora Color».
Allí también cambió su logotipo, cambiando de un número 12 con debajo la leyenda "Teledoce" (en blanco y negro), a uno en colores con la leyenda "Teledoce Televisora Color".
Durante los primeros años de la década, el canal estrena nuevos programas que luego perdurarían en el tiempo. Estos son Vértigo, programa volcado al automovilismo, Los viajes del 12, un ciclo de viajes presentado por Julio Alonso, entre otros.

### Década de 1990
En la década de 1990 se destacan los estrenos de los programas Polideportivo, programa de deportes, Americando, programa cultural presentado por Juan Carlos López, Hola gente, magazine matutino, y Agenda confidencial, programa periodístico de entrevistas conducido por Néber Araújo.
El 18 de julio de 1996 surge el sitio web del canal Teledoce, siendo el primer sitio web de un canal de televisión en todo Sudamérica.

### Década de 2000
En los comienzos de la década, el canal estrena varios programas nacionales, tales como Noche de Miércoles, Planta Baja, La Púa, Código País, Ciudad Oculta, entre otros. Teledoce Televisora Color también apuesta a los infantiles Tele Kids, programa nacional infantil, y los bloques Planeta Disney y El Club de Disney (espacios discontinuados en la actualidad) donde se emiten series animadas, películas y producciones de la empresa Disney. 
A fines de 2002, el periodista del canal Néber Araújo deja de conducir Telemundo, debido a los ajustes financieros producto de la crisis económica que Uruguay atravesaba en ese año. El periodista seguiría en el canal hasta 2003, con la conducción de "Agenda Confidencial". Aunque, años después, se retiraría del canal y del programa. 
El 11 de noviembre de 2002 fallece el ingeniero Horacio Scheck, miembro, fundador y la cabeza principal del canal durante 40 años.
Desde 2003 Teledoce trasmite el evento para recaudar fondos para los niños discapacitados llamado Teletón Uruguay junto con su competencia Canal 10. Luego de varios años también se unieron Monte Carlo Televisión, Tveo Televisión Nacional, y por último el canal VTV. 
El 19 de abril de 2004 la emisora cambia de imagen y logo, siendo una circunferencia azul con la palabra "Tele" en su interior, y debajo la leyenda "Teledoce". Además comenzó a utilizar el nombre comercial "La Tele", utilizado hasta la actualidad. Durante ese año Eduardo Radío asume la gerencia general del canal. 
En 2005, el canal lanza Latinoamérica Televisión, una señal 100% digital con contenidos propios y de otros canales de la región, dirigida básicamente al mercado del hemisferio norte,Hasta 2013 esta señal se pudo ver en el canal 430 de DirecTV, y al día de hoy está discontinuada. 
En este mismo año, se estrenan El día después, El Despertador, Vidas, Bien Despiertos, Calidad de vida y Cámara testigo, todos programas nacionales de distintas temáticas. La mayoría de estos, siguieron en pantalla por varios años más.
El 9 de enero de 2006, Teledoce deja de tener el control del Canal 2 de Maldonado del departamento de Maldonado, pasando a manos totales de Televisión Nacional Uruguay. En este año se estrenan los programas nacionales La Redonda, y Voces Anónimas.
En el mes de agosto de 2008, Teledoce le rinde un homenaje a Cacho De la Cruz por sus 46 años de televisión, bautizando con su nombre al "Estudio A" de la emisora. En este año se estrena el programa periodístico Esta boca es mía, conducido por la comunicadora Victoria Rodríguez.  Meses después culmina el primer programa emitido en el canal, El show del mediodía.
A partir del 25 de septiembre de 2009 este canal dejó de trasmitir en forma libre (FTA) en el Satélite HISPASAT 1D, ya que su señal pasó a estar codificada a través del sistema IRDETO en formato MPEG4, por lo que se hizo necesario adquirir una tarjeta decodificadora y pagar una mensualidad para ver su señal vía satélite. 
En el mismo año se estrena el programa de entretenimientos Parque Jurásico.

### Década de 2010
En 2010 el canal se renueva y estrena nuevos formatos de entretenimiento como lo fueron Minuto para ganar, con Juan Hounie, y Día perfecto, con Catalina Ferrand y Alejandro Figueredo.
A partir de 2011, Teledoce pasa a ser dirigido por un grupo de varios accionistas, entre ellos, el Grupo Cardoso - Pombo, que son los que se hacen con la mayoría de las acciones del canal dejando al propietario original, el Grupo Scheck - Aguirre, como accionista minoritario. 
Por lo tanto, el propietario del canal recibe ahora el nombre de Grupo Cardoso, a veces conocido también como Grupo Disco, debido a que la familia Cardoso es también es accionista de las tiendas de supermercados mayoristas Disco, Devoto, Géant.
En marzo de ese año se confirmó el cierre definitivo del programa infantil insignia del canal y de la televisión uruguaya, con casi 40 años de vigencia, Cacho Bochinche, que fuera conducido por el comunicador con mayor trayectoria dentro del canal; Cacho de la Cruz, junto a la también reconocida comunicadora Laura Martínez. Además, desde ese año el canal emite el bloque Teleanimados, donde se emiten películas animadas tanto de Disney como de otras productoras, como DreamWorks Animation o Illumination, entre otras. 
En este año se estrena el programa Sonríe te estamos grabando, con Cecilia Bonino y Pablo Fabregat.
A partir del mismo año el canal emite varios de sus programas en alta definición (HD), primero en Nuevo Siglo, dos años más tarde en TDT, por el canal 12.1 (28 UHF) y en 2015 por los cableoperadores uruguayos por temas relacionados con la emisión de la Copa América 2015.
En 2012 celebró sus 50 años con una nueva programación, y un homenaje a Cacho de la Cruz.
Llega a la pantalla Décadas, Verano Perfecto, magazine vespertino, y La receta perfecta, programa culinario llamado tiempo después simplemente La receta. 
Un año después se estrenan Súbete a mi moto y La columna de la gente.
Desde agosto del 2014 se agrega a la grilla de DirecTV Uruguay en el canal 192 y desde marzo de 2015 en el Canal 1192.
Durante 2014 y 2015 el canal estrena los programas nacionales Mundo turf, Yo me llamo y Me resbala, y cancela el programa Día perfecto, meses antes del estreno de su sucesor Desayunos informales.
A partir de octubre de 2015, el servicio informativo Telemundo empieza a emitir en HD, cambiando también su cortina musical, su escenografía y sus gráficas.
El 20 de diciembre de 2017, Teledoce cambia el formato de transmisión de la señal SD, dejando de emitir en 4:3 para transmitir en 16:9 simulcast con su HD. 
Más tarde, las tandas publicitarias saldrían en resolución widescreen. 
En este año, se destacan producciones como El origen, Ídolos, Un pique para Rafa , Esta es mi familia, y Master Class Uruguay.
Al comenzar 2018, la emisora montevideana decide remover de su grilla todos los programas producidos por la señal El Trece, que en ese momento estaba en su fase final, debido a la finalización del vínculo con el Grupo Clarín.
Se estrenan en este año los programas de origen nacional Ángeles y Demonios, Tarde o temprano, Algo que decir, Todos contra mí. 
Además, emite la Copa del Mundo 2018, con gran éxito de audiencia. Durante este año Mateo Cardoso asume la gerencia general del canal tras el fallecimiento de su antecesor Eduardo Radío.
En 2019, y a punto de cumplir 57 años, Teledoce cambia levemente su imagen corporativa, estrenando un nuevo logo acorde a las modas de hoy.
A la conducción de Aldo Silva en la edición central de Telemundo 12, se unen Malena Castaldi y Mariano López, provenientes de la edición del mediodía. Además estrenan los programas Trato Hecho, y Séptimo día.

### Década de 2020
En 2020, el canal estrena los programas de entretenimiento Quédate en casa, La ruleta de la suerte, Poné Play, y La culpa es de Colón, edición uruguaya del programa de ViacomCBS y Comedy Central del mismo nombre. En este mismo año se produce el cancelamiento de Tarde o temprano, y se emiten las novelas y series extranjeras ¡Qué vida buena!, Partes de mí, Huérfanos de su tierra, La ley y el orden: Unidad de víctimas especiales, Flash, MacGyver y Chicago Med'. También es de destaque que el canal vuelve a emitir programas argentinos producidos por la señal El Trece: Cantando 2020, Los Ángeles de la Mañana (presentado como Los Ángeles de Ángel, por su emisión en las tardes del canal), y Almorzando con Mirtha Legrand, estos dos últimos estaban fuera de la programación desde diciembre de 2017.
En 2021 se estrena La receta niños, programa derivado de La receta, el reality Fuego sagrado, el testimonial Vivir, continuación del programa Vidas de la década del 2000, la edición familias de Trato hecho y 100 uruguayos dicen bajo la conducción de Maximiliano de la Cruz.
En el verano de 2022, el canal estrena un nuevo bloque vespertino de telenovelas brasileñas de Rede Globo: Corran por sus vidas, Éramos seis y Corazón de madre.
En mayo, en el marco del 60° aniversario del canal, llegaron a la pantalla las producciones ¿Quién es la máscara? y El gran juego de la oca, versiones locales de formatos internacionales.

## Logotipos
A continuación se encuentran los logotipos que ha tenido el canal de televsión uruguaya a lo largo de su historia.

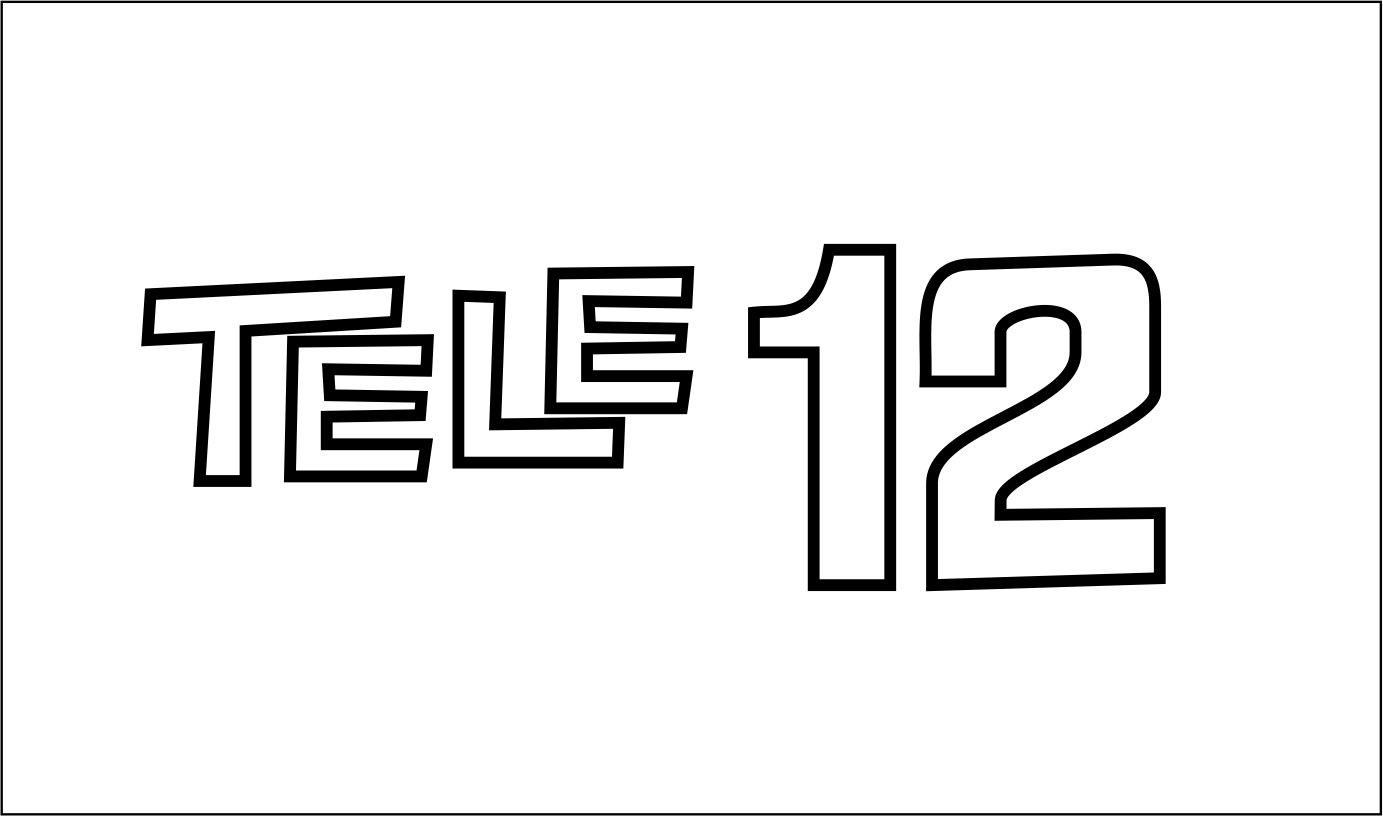
1962-1968
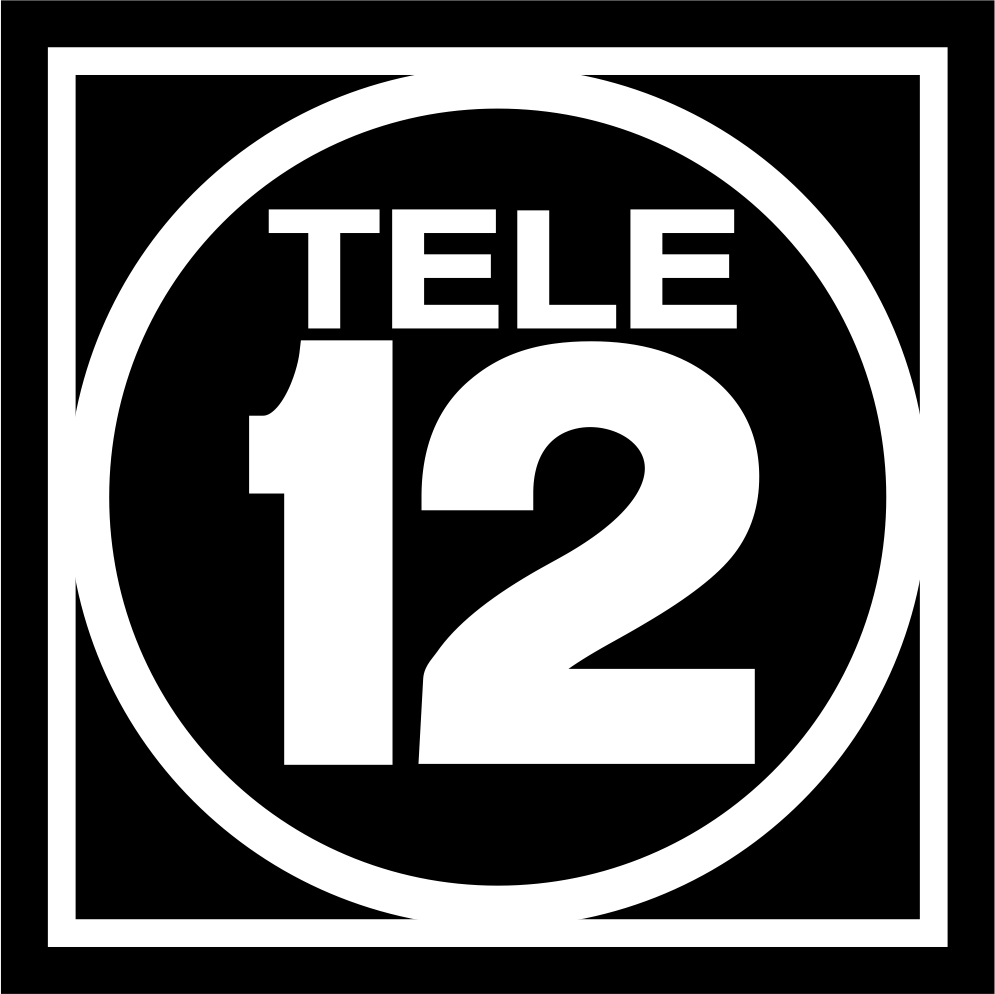
1968-1974
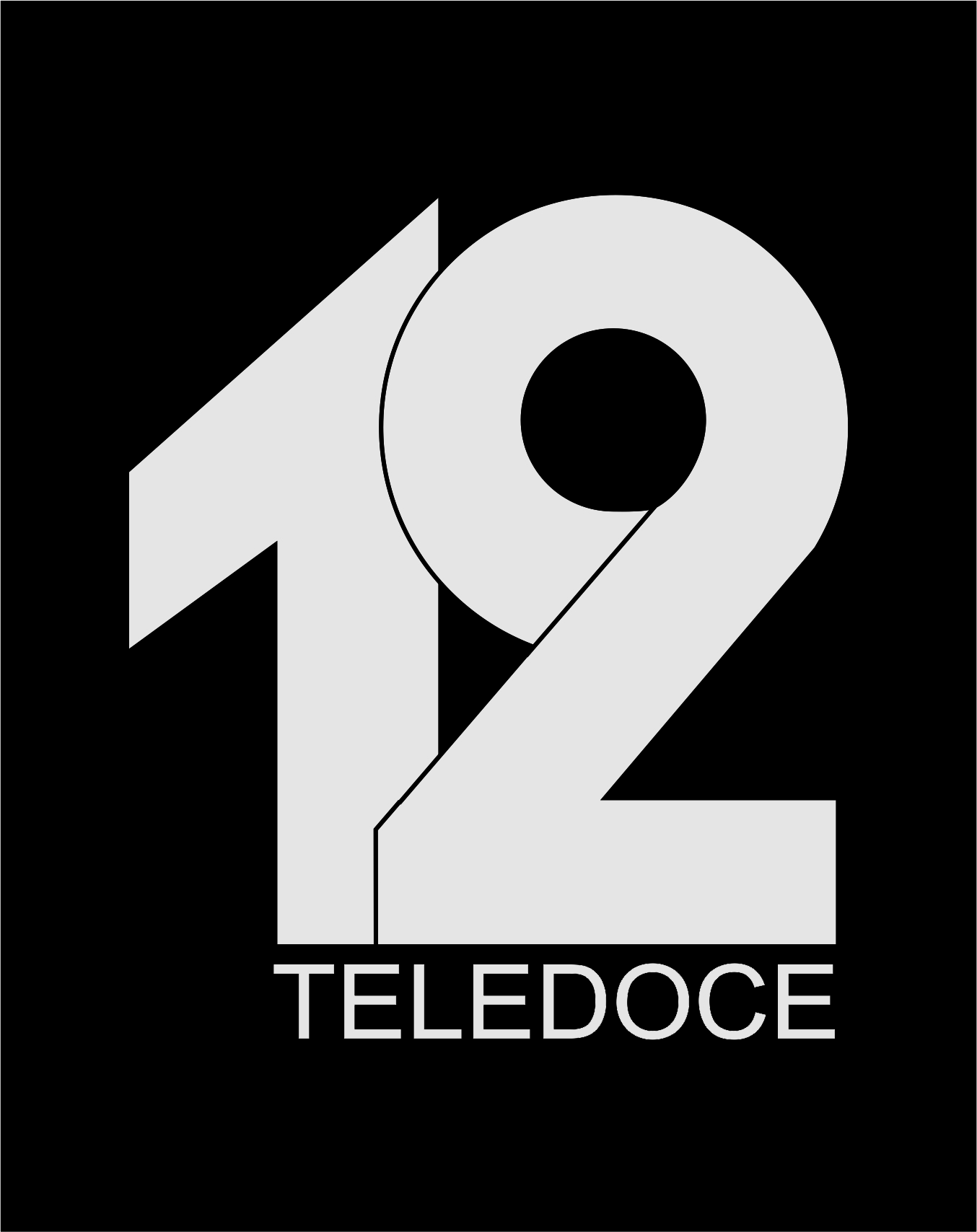
1974-1981
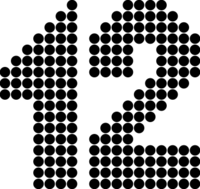
1981-1988
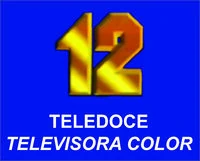
1988-1994
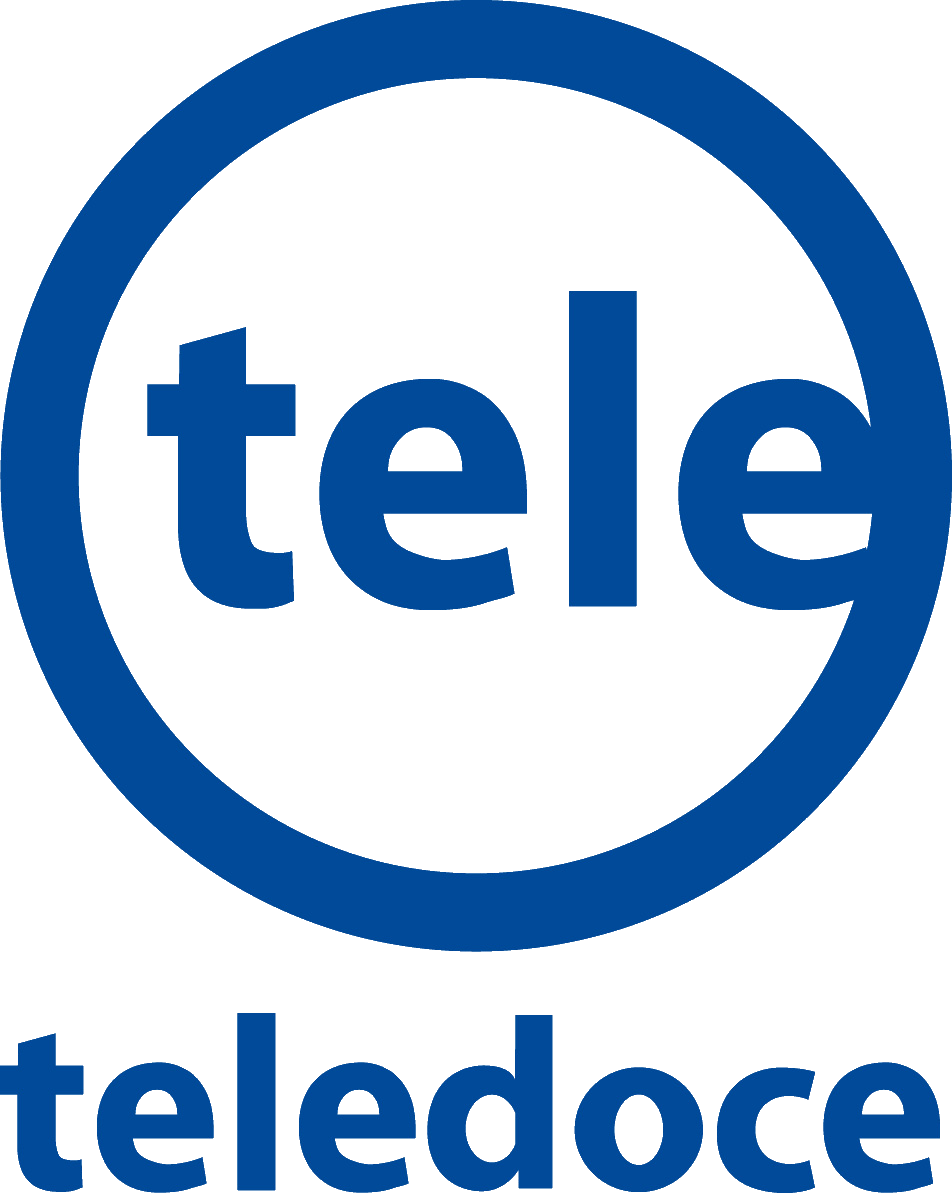
2004-2012
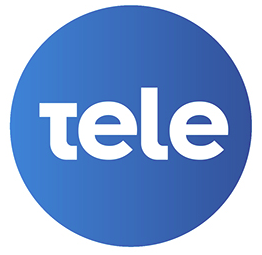
2019-2022
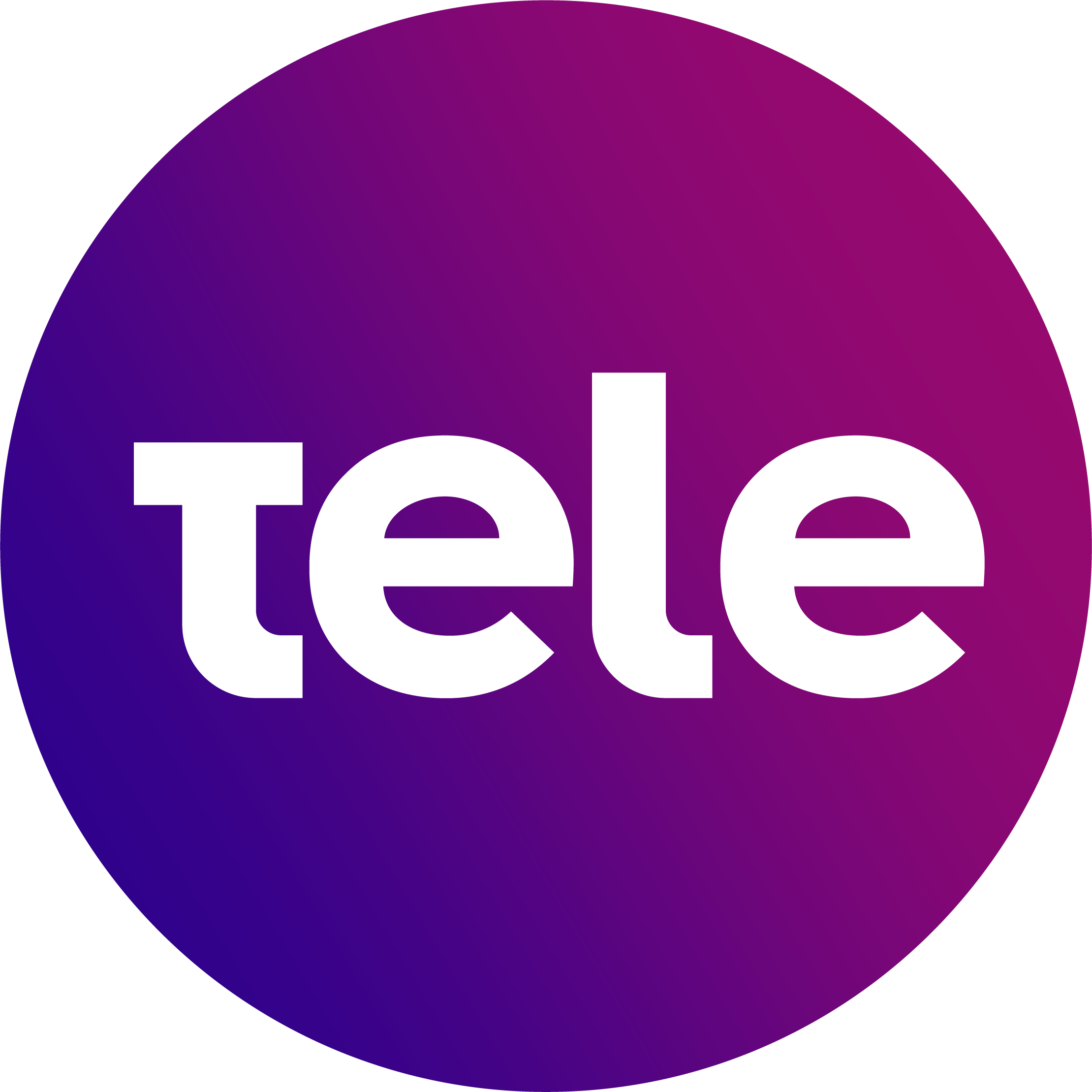
Desde 2022

## Programación

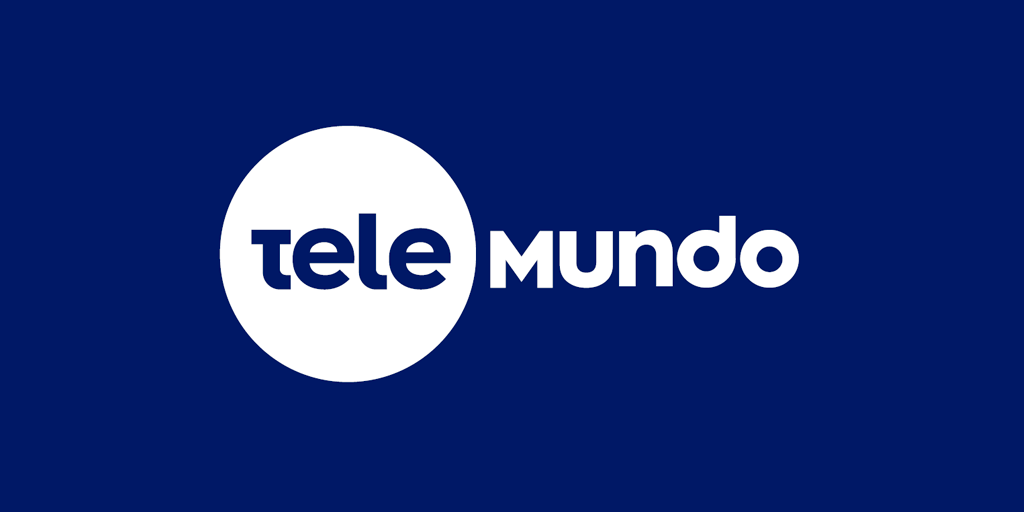
Logotipo actual del noticiero del canal, Telemundo.

A continuación se encuentran programas y series propias que se han emitido en el canal a lo largo de su historia:

### Programas actuales
- Telemundo (1968-presente): el servicio informativo del canal, actualmente cuenta con tres ediciones diarias y dos durante los fines de semana. En sus principios fue conducido por la figura del canal, Néber Araújo.[31]
- Vértigo (1982-presente): programa deportivo volcado al automovilismo y que muestra los detalles y las carreras del deporte. Conducido por Fernando Parrado, Nelson Vicente y Gonzalo Mateu.
- Polideportivo (1990-2001 / 2020-presente): programa deportivo, conducido por Alberto Kesman y Juan Gallardo en sus inicios. En 2020, es reflotado con la conducción de los periodistas Federico Buysán y Rodrigo Romano, junto a un elenco de panelistas.
- Americando (1991-presente): programa que presenta las culturas y las historias de la sociedad del  Uruguay. Presentado por el comunicador Juan Carlos López, también conocido como "Lopecito".
- Esta boca es mía (2008-presente): programa periodístico de debate, volcado a temas de actualidad del país. Con panelistas e invitados especiales. Conducido por la presentadora Victoria Rodríguez.
- Súbete a mi moto (2013-presente): programa de entretenimiento conducido por Rafael Villanueva. En cada emisión, el conductor visita un punto distinto del Uruguay, combinando investigación, entrevistas y humor.
- La receta (2015-presente): programa culinario emitido por los mediodías conducido por la cocinera Catalina De Palleja. Anteriormente participaban Sebastián Arbenoiz y Emilio Pintos como asistentes.
- Desayunos informales (2015-presente): magacín matutino conducido por Nicolás Batalla, Paula Scorza, Victoria Zangaro y Jorge Echagüe. El programa se divide en dos partes; la primera mañana volcada al periodismo y la actualidad, y la segunda mañana volcada al humor y el entretenimiento. Conducido en sus inicios también por María Noel Marrone y Alejandro Figueredo.
- Algo que decir (2018-presente): talk show conducido por Pablo Fabregat. En cada emisión, el conductor recibe a cuatro invitados, para charlar y debatir sobre distintos temas de actualidad. Conducido en sus inicios también por Cecilia Bonino.
- Séptimo día (2019-2020; 2024-presente): programa de análisis político sobre las elecciones generales de 2024, conducido por Mariano López. Ciclo anteriormente conducido por Nelson Fernández
- La culpa es de Colón (2020-presente): humorístico liderado por Maximiliano de la Cruz, Diego Delgrossi, Leo Pacella, Marcel Keoroglian y Germán Medina. Versión uruguaya del programa internacional del mismo nombre. En sus inicios también existió una versión femenina integrada por Catalina Ferrand, Manuela da Silveira, Leticia Cohen, Lucía Rodríguez, Luciana Acuña y Jimena Vázquez.
- Fuego sagrado (2021-presente): concurso culinario que busca al mejor asador amateur del país.
- Gente de campo (2021-presente): mesa de debate agropecuario con los principales referentes y los temas que importan, conducido por José Luis Dellapiazza.
- 100 uruguayos dicen (2021-presente): programa de concursos, adaptación local del formato estadounidense Family Feud. Conducido por Pablo Turturiello en su versión infantil, y por Christian Font y Maximiliano de la Cruz en su versión adulta.
- Run fit (2023-presente): programa de deporte para motivar a mejorar la calidad de vida, conducido por Fabián Laureiro.
- A todo o nada (2023-presente): programa para jugar y competir por grandes premios en diferentes desafíos espectaculares, conducido por Jorge Echagüe. Versión uruguaya del formato argentino A todo o nada..
- Tu cara me suena (2025): concurso de talentos conducido por Maximiliano de la Cruz; versión uruguaya del formato español homónimo.

### Programas anteriores
- Telecataplúm (1962-1969): programa humorístico con un elenco variado, donde se destacaban Emilio Vidal, Ricardo Espalter, Eduardo D'Angelo, Raimundo Soto (Edmundo Rey Kelly), Alberto Monteagudo, Henny Trayles (Trilesinsky), Gabriela Acher, Hilda "Charito" Semblat, Alfredo de la Peña, Andrés Redondo, José María "Lamparita" Dell'Arno, Julio Bonavita y alguno de los integrantes de Los Chicago Stompers, la orquesta que actuaba en el programa, tales como Julio Frade y Berugo Carámbula, devenidos luego en grandes humoristas.[32]
- El show del mediodía (1962-2008): programa de entretenimientos y humor conducido por Cacho de la Cruz, en sus inicios junto al humorista Alejandro Trotta y en los años finales junto a su hijo Maximiliano de la Cruz.
- Martini pregunta (1968-1992): programa de concursos suceso durante los años setenta y ochenta. Conducido por Homero Rodríguez Tabeira.[32]
- Cante y gane (década de 1960 y 1970): programa de concursos y entretenimientos.
- El castillo de la suerte (década de 1960 y 1970): programa humorístico y de entretenimientos.
- Cacho bochinche (1973-2010): programa infantil conducido por Cacho de la Cruz y Laura Martínez.
- Cine Baby: programa infantil emitido los sábados (09.00-10.00 hs.) y los domingos (10.00-12.00 hs.). Se emitieron, entre otros, los cartoons de Tortugas Ninja (Teenage Mutant Ninja Turtles) de 1987, Patoaventuras (Ducktales) de 1987 , Los Osos Gummi, Animaniacs,Pinky y Cerebro ,Aladdin , Gargoyles, ¡Fenomenoide!, y el animé GoShogun en su versión americanizada llamada "Macron I" (versión con doblaje latino original).
- Los viajes del 12 (1980-2000 / 2003-2006 / 2012-2015): programa de viajes conducido por Julio Alonso. En su relanzamiento entre 2012 y 2015, fue llamado simplemente Los viajes.
- Verano del... (1982-2007):  programa magacín acerca de los eventos veraniegos en Punta del Este, conducido por figuras como Patricia Wolf, Victoria Rodríguez, Berch Rupenian y Alejandro Figueredo.
- Plop! (1987-2001): programa de entretenimientos, sucesor de Telecataplum, cuyo elenco incluía figuras como Roberto Jones, Pepe Vázquez, Imilce Viñas, Mary da Cuña, Ángel Armagno, Laura Sánchez, Silvia Novarese, Susana Sellanes, Hugo Giachino, Franklin Rodríguez, Diego Delgrossi, Laura Martínez, Cacho de la Cruz , Ruben Rada y la dirección de Jorge Denevi.
- El club de las Tortugas Ninja (1990-1993): Programa infantil conducido por Maxi de la Cruz.
- Oxígeno (1993-1995): programa referido a deportes con un equipo joven y un estilo y estética diferentes a los de los espacios deportivos tradicionales conducido por Alejandro Figueredo y Victoria Rodríguez.
- Maxianimados (1995-2000):Programa infantil conducido por Maxi de la Cruz.
- El juego del millón (1996): programa de entretenimiento conducido por Orlando Petinatti.
- La Cantina de Chichita (1996-2010): programa de sobremesa conducido por Cacho de la Cruz, donde interpreta su personaje femenino "Chichita", parodiando los programas de Mirtha Legrand.
- Sipi Nopo (1998): programa de juegos conducido por Cacho de la Cruz.
- La tele está servida (1998-1999): primer late night show del Uruguay conducido por Orlando Petinatti.
- Hola gente (1998-2004): magacín matutino del canal, antecesor a Bien despiertos.
- Noche de miércoles (1999-2001): programa de humor y entretenimiento con entrevistas conducido por Orlando Petinatti.
- Agenda confidencial (1999-2003): programa periodístico de entrevistas conducido por la figura del canal Néber Araújo.
- Viva la Salsa (2000-2002): programa musical conducido por Jorge Echagüe.
- Mil perdones (2000-2003): primer late night show del Uruguay conducido por Orlando Petinatti, derivado de "La tele está servida".
- Tele Kids (2001-2004): programa infantil vespertino con dibujos animados en cada bloque, conducido por Carolina Raij.[33]
- El tiempo es oro (2002): programa de concursos y entretenimiento conducido por Berch Rupenian.
- El Uruguay es oro (2003): programa de concursos y entretenimiento conducido por Victoria Rodríguez.
- Ayer te vi (2004): programa de archivos conducido por Cacho de la Cruz.
- Humor a las brasas (2004):programa de humor conducido por Cacho de la Cruz.
- Fuera de foco (2004): programa de viajes conducido por Sebastián Beltrame.
- Jugando con Palillos (2004): programa infantil conducido por Hugo Giachinno, caracterizando al "Señor de los Palillos".
- Código país (2004-2016): programa periodístico y de debate conducido por Aldo Silva
- Ciudad oculta (2004-2005): programa volcado a las historias de vida desde las cárceles uruguayas. Los prisioneros, cuentan su verdad, su historia personal y la razón por la que llegaron allí. Conducido por Daniel Figares.
- Techos.uy (2004-2006): programa dedicado a la arquitectura y diseño, con la conducción de María Eugenia Fernández.
- El día después (2005): programa deportivo conducido por Alberto Kesman, junto a un equipo de panelistas.
- El despertador (2005): informativo matutino conducido por Diego Barnabé, Leticia Linn y Mariano López, (antecesor de Telemundo de mañana).
- Planta baja (2005-2006): talk show nocturno conducido por Fernando Tetes y Guillermo Amexeiras junto a Rafael Villanueva, Varina de Cesare, Jorge Temponi, Carolina Villalba y Carlos Dopico.
- Vidas (2005-2010): programa de testimonios conducido por Facundo Ponce de León.
- Bien despiertos (2005-2010): magacín conducido por Victoria Rodríguez, Mariano López y María García, junto a Gastón Solé en exteriores. Sucesor de Hola gente y antecesor de Día Perfecto.
- Calidad de vida (2005-2019): programa que enseña consejos sobre el bienestar físico y emocional, para tener una vida saludable, conducido por Juan Carlos Paullier y María García.
- Cámara testigo (2005-2016): programa de investigación y reportajes conducido por Kairo Herrera.
- La redonda (2006-2011): programa deportivo volcado al fútbol, con la conducción del periodista deportivo Martín Charquero.
- La púa (2006-2018): programa musical conducido por Carlos Dopico.
- Voces anónimas (2006-2015, 2018): programa de investigación y drama. Testimonios sobre actividades sobrenaturales o paranormales.[34]
- 6,75 básquet (2006-2015): programa deportivo dedicado al baloncesto, conducido por Alberto Sonsol, Federico Buysán y Diego Jokas. En su primer año de emisión fue titulado 6,25 básquet.
- A conciencia (2007): programa periodístico y de investigación conducido por Victoria Rodríguez.
- Sin atajos (2007-2008): programa de entretenimientos conducido por Rafa Villanueva que muestra todo el entorno de los eventos festivos reconocidos en el mundo, tales como La Fiesta de los Mariachi (México), la Oktober Fest (Alemania), la entrega de los premios MTV (México) y el Grammy Latino (EE. UU.).
- Telemental (2008-2010): programa de interés general conducido por Rafael Villanueva, Rafael Cotelo, Mariano López, Manuela da Silveira y Diego Waisrub.[35]
- El casting de La Tele (2009): programa de concurso de talentos conducido por Maxi de la Cruz y Eunice Castro.
- La cantina de Chichita (2009-2010): programa de entretenimientos conducido por Cacho de la Cruz en su caracterización de "Chichita", derivado de "Parque Jurásico".
- Parque jurásico (2009-2010): programa de entretenimientos conducido por Cacho de la Cruz, sucesor de "El show del mediodía".
- Cantando en la oficina (2009-2010): programa de entretenimientos derivado de Parque jurásico.
- Minuto para ganar (2010-2014): programa de entretenimientos conducido por Juan Hounie.
- Día perfecto (2010-2015): magacín matutino conducido por Alejandro Figueredo y Catalina Ferrand, con humor, noticias, espectáculo, entretenimientos e invitados. Antecesor de Desayunos informales.[36]
- Sonríe, te estamos grabando (2011-2018): programa de recopilación de archivo televisivo conducido inicialmente por Cecilia Bonino y Manuela da Silveira. En el año 2021 se retomaron sus emisiones, pero en el Canal 10, ya que Teledoce no poseía los derechos del mismo.
- Décadas (2012): programa de archivos, creado especialmente para celebrar los 50 años de la emisora conducido por Victoria Rodríguez y Ruben Rada.
- La receta perfecta (2012-2014): originalmente concebido como una sección de Día perfecto, programa de cocina presentado Ximena Torres y asistida por Emilio Pintos, acompañados de dos muñecos llamados Páco y Rómulo.
- Verano perfecto (2012-2015): magacín vespertino inicialmente conducido por Eunice Castro, Patricia Wolf y Federico Buysán.
- La columna de la gente (2013-2018): programa de entretenimiento conducido inicialmente por Juan Hounie y Varina De Cesare. Con humor, invitados y los bloopers y videos virales de la semana. Fue cancelado el año 2018 tras baja audiencia.[37]
- Mundo turf (2014-2020): programa deportivo volado al turf. Conducido por Héctor "Puchi" García.
- Yo me llamo (2014-2015): concurso musical conducido por Maximiliano de la Cruz.
- Me resbala (2015): programa de entretenimientos conducido por Rafael Villanueva, basado en el programa francés Vendredi tout est permis.
- El origen (2016-2018): programa de investigación y entrevistas conducido por Facundo Ponce de León. Especiales que tratan sobre la historia o sobre personas reconocidas, recorriendo su vida.
- Ídolos (2017): testimoniales de las figuras de mayor destaque del Uruguay.
- Un pique para Rafa (2017-2018): programa de viajes y entretenimiento conducido por Rafael Villanueva.
- Esta es mi familia (2017-2018): testimoniales de familias uruguayas conducido por Juan Carlos López.
- Master Class Uruguay (2017-2018): reality show uruguayo conducido por Paola Bianco. En el programa niños de todo el país demuestran su talento como cantantes.
- Ángeles y demonios (2018): programa policial bajo la conducción del periodista Washington "El Turco" Abdala.
- Todos contra mí (2018-2019): Programa de entretenimientos, con preguntas y respuestas, en el que concurrían participantes a desafiar a los panelistas, y llevarse el premio final; un auto 0KM,conducido por Federico Buysán, con un panel integrado por Diego Jokas, Camila Ciblis, Raúl Castro, Daniel K, Rosario Castillo, Diego Ruete, Martina Graf y Martín Fablet.[38]
- Tarde o temprano (2018-2020): magacín vespertino conducido por Camila Cibils, Cecilia Olivera y Paula Echevarría. Cancelado en 2020 por la pandemia Covid-19.[39]
- Trato hecho (2019-2024): programa de entretenimientos conducido inicialmente por Sebastián "El Loco" Abreu, y en la versión famosos por Maximiliano de la Cruz. Un concursante compite en el programa e intenta llevarse el premio final. En el 2021 se emite la edición familias con Lucía Rodríguez al frente del programa y acompañada por Germán Medina; y en 2022 bajo la misma conducción se emitió la edición parejas.
- Quedate en casa (2020): programa de entretenimientos y interés general presentado por Manuela da Silveira y Pablo Fabregat. Realizado debido a la pandemia por Covid-19.[40]
- La ruleta de la suerte (2020-2023): programa de concursos conducido por Rafael Villanueva junto a Roxanne Machin. Versión uruguaya del programa estadounidense Wheel of Fortune.
- Poné Play (2020-2023): programa de entretenimientos conducido por Pablo Fabregat en su caracterización de "Tío Aldo". Versión uruguaya del programa francés Le Grand Blind test.
- Vivir (2021): testimonial conducido por Facundo Ponce de León, continuación del programa Vidas.
- La receta niños (2021-2022): programa culinario dedicado al público infantil conducido por Catalina de Palleja. Derivado de La receta.
- El gran juego de la oca (2022): programa de concursos conducido por Rafael Villanueva y Sofía Romano, versión nacional del formato español El gran juego de la oca.
- El último pasajero (2022): programa de concursos conducido por Camila Rajchman y Jorge Echagüe.
- ¿Quién es la máscara? (2022-2024): concurso de talentos conducido por Maximiliano de la Cruz. Versión uruguaya del formato surcoreano Masked Singer.
- Veo cómo cantas (2024): concurso de talentos conducido por Lucía Rodríguez. Versión uruguaya del formato surcoreano I Can See Your Voice.

### Eventos deportivos
- Copa Mundial de Fútbol (ediciones de 1970 al 1998 y del 2006 en adelante)
- Copa América (ediciones de 1995 y 2015)
- Copa Mundial de Fútbol Sub-20 (desde el 2007 en adelante, siempre y cuando Uruguay clasifique)
- Copa Mundial de Fútbol Sub-17 (ediciones de 2009, 2011, 2013, y siempre y cuando Uruguay clasifique)
- Copa Mundial de Rugby (edición de 2015)
- Juegos Olímpicos de Verano (ediciones de 1972 hasta el 2008)
- Copa Libertadores de América (décadas de 1980 y 1990, solo partidos de equipos uruguayos, alternados con los canales 4 y 10)
- Fórmula 3 Sudamericana (anteriormente)

## Propietarios
- Grupo Scheck (1962-2004).
- Grupo Cardoso (desde 2004).